# Polotitlán
Polotitlán (del nàhuatl, que vol dir «lloc de sota l'aigua») és un municipi de l'estat de Mèxic. Polotitlán de la Ilustración és el cap de municipi i principal centre de població d'aquesta municipalitat. Aquest municipi és a la part nord-occidental de l'estat de Mèxic. Limita al nord amb els municipis de Acambay, al sud amb Jilotepec, a l'oest amb Temascalcingo i a l'est amb Timilpan.